# Александар Пантић (фудбалер, 1978)
Александар Пантић (Прокупље, 1. октобар 1978) је српски фудбалер. Висок је 180 cm. Игра на позицији одбрамбеног фудбалера.

## Каријера
После вишегодишњег играња у мањим клубовима и нижим ранговима такмичења, Пантић је дошао у Црвену звезду 2006. године после запажених игара у екипи Вождовца. Иако није био стандардан првотимац, Пантић је био од изузетне користи за тим јер је подједнако добро могао да одговори захтевима на неколико места у последњој линији одбране.
У иностранству наступао за кипарске клубове Омонију и Алки, као и босански Рудар из Приједора. При крају каријере носио дресове Радника из Сурдулице, нишког Синђелића и Динама из Панчева.
За најбољу селекцију Србије и Црне Горе наступио на два меча, 11. и 13. јула 2004. против Јапана (0:1) и Словачке (0:2) на Кирин купу.